# La Chanson du Dimanche
La Chanson du Dimanche (auf Deutsch: das Lied zum Sonntag) ist französisches Musikkabarett-Duo, das mit Online-Videos arbeitet.

## Zusammensetzung
Das Duo besteht aus Clément Marchand (Gesang und Gitarre) und Alexandre Castagnetti, alias „Alec“ (Gesang und Synthesizer). Der Kameramann der Videos ist Damien Nacaud. Marchand ist Mathematiklehrer,  Castagnetti ist Drehbuchautor und Filmregisseur („L’Incruste“, zusammen mit Corentin Julius gedreht). Beide haben eine Ingenieurausbildung in Telekommunikation und haben in einer italienisch-französischen Musikgruppe „Beaubourg“ mitgewirkt. Die Idee, jede Woche ein neues Lied zu komponieren, stieß bei den übrigen Mitgliedern auf wenig Resonanz, doch Damien, der Lichttechniker der Gruppe, überzeugte sie schließlich, es zu zweit zu versuchen.

## Geschichte
Seit Februar 2007 stellen sie jeden Sonntag ein humoristisches Lied in Videoform ins Internet, vor allem auf dem Videoportal Dailymotion (das französische Youtube) und MySpace. Im Dezember 2007 hatten bereits zwei Millionen User ihre Musikvideos gesehen und ihr Podcast war in den Top 10 noch vor TF1 und M6 (französische Fernsehkanäle). Seit März 2008 kann man sie jeden Montag auf der Rundfunkstation Le Mouv’ in der Sendung Mouv’Session hören. Am 19. Mai 2008 wurde eine DVD herausgebracht.
Was am Anfang nur „ein Spiel, ein lustiges Experiment“ war, so Castagnetti, ist ein nationales Phänomen geworden, das nicht mehr auf das Internet beschränkt ist. Der erste große Erfolg der Gruppe war „Petit Cheminot“ (Kleiner Lokführer) über den Streik im öffentlichen Personennahverkehr im November 2007! Nach einigen Konzerten in Paris, darunter eines mit Les Fatals Picards, sind sie eine feste Größe der Chanson française geworden. Über sie wurden zahlreiche Reportagen im französischen Fernsehen gesendet.

## Grundkonzept
Jeden Freitagabend treffen sich Marchand und Castagnetti, um ein Lied zu komponieren. Am Samstag ist das Lied fertig, sie wählen einen Ort in Paris aus, wo sie das Video drehen, welches man am Sonntag im Internet anschauen kann. Dabei gehen sie nach bestimmten Ritualen vor:
- Der Drehort wechselt und hat oft einen Bezug zu dem Thema des Liedes.
- Grundsätzlich links im Bild sitzend trägt Marchand immer dasselbe beige Hemd, rote Hosenträgern und Bluejeans und Castagnetti, rechts im Bild, trägt dieselbe schwarze Jacke, ein grünes Hemd, eine graue Krawatte und Bluejeans.
- Jedes Video beginnt mit einem Fokus auf einen Gegenstand (z. B. ein Plakat), welcher im Zusammenhang mit dem Thema steht. Daraufhin zoomt die Kamera zurück und Clément und Alec erscheinen im Bild.
- Dann sagt Alec: „Salut! C’est la chanson du dimanche. La pêche !“ („la pêche“ auf Französisch, der Pfirsich: „avoir la pêche“ im übertragenen Sinn: „in Form, gut drauf sein“), Clément hustet, und sie fangen an. Am Ende sagt Alec: „bis zum nächsten Sonntag“.

Da sich beide nicht die Haare schneiden lassen, kann man anhand der Haarlänge bzw. der Frisuren die Videos leicht zeitlich einordnen.

## Themen und Musikrichtungen
Am Anfang kamen die Themen vor allem aus dem alltäglichen Leben, wie etwa „Bonne humeur“ (gute Laune), „Comme un lundi“ (Wie montags). Mit der Zeit widmeten sie sich mehr und mehr auch gesellschaftlichen Themen: „Danse de l’info“ (Nachrichtentanz), „Horoscope“ (Horoskop). Seit der Präsidentschaftswahl 2007 ist die Politik das Schwerpunktthema: „Tu votes“ (Du wählst), „Super pouvoir d’achat“ (Super-Kaufkraft), „Standing Ovation“ (über den Aufenthalt Gaddafis in Paris im Dezember 2007), „Les JO du pékin“ (über die illegalen Einwanderer, die jeden Tag „Sport“ <JO = Jeux Olympiques = Olympische Spiele = weglaufen etc.> treiben müssen) usw.
Die Musikrichtungen sind ebenso verschiedenartig: Disco („Dancing all the night“), zouk-love („Nicolas et Rachida“, der Präsident und die Justizministerin), Folk („Sunday song“), Volkslied („Le Beaujo en vélib’“ über den Beaujolais).

## Staffeln
- Wie bei einer Serie werden die Videos in Staffeln veröffentlicht, wobei jedes Lied innerhalb einer Staffel ein bestimmtes Wort enthalten muss. Die erste begann am 18. Februar 2007 mit „Bonne humeur“ und endete am 17. Juni mit „Piscine Love“. Jedes der 18 Lieder enthielt das Wort „piscine“ (Schwimmbad).
- Die zweite begann am 23. September mit „Back in the business“ und endete am 23. Dezember mit „La Marulanda“. Das obligatorische Wort war „Vélib’“ (die im Sommer 2007 initiierte Pariser Fahrradverleihaktion).
- Zwischen der 2. und 3. Staffel kam „Saint Valentin“ heraus (anlässlich des Valentinstags). Bei dieser Gelegenheit spielte Alec auf einem Klavier und Clément mit einer anderen Gitarre als gewöhnlich. Die dritte Staffel hat am 23. März mit „MMM-UI-UI-M“ angefangen.

Staffel 1
| Titel                     | Übersetzung                                                          | Inhalt                                                                          |
| ------------------------- | -------------------------------------------------------------------- | ------------------------------------------------------------------------------- |
| Bonne Humeur              | Gute Laune                                                           | ironisch gegenüber Leuten, die ihre gute Laune unter keinen Umständen verlieren |
| Bluetooth                 | Bluetooth                                                            | kritisch gegenüber einem durch die Informatik bestimmten Leben                  |
| Sunday Song               | Sunday Song                                                          | Karikatur eines amerikanischen Volkslieds                                       |
| Comme un Lundi            | Wie montags                                                          | kann man einen Montag im Büro überleben?                                        |
| Plante un arbre           | Pflanze einen Baum                                                   | und habe ein gesundes Leben                                                     |
| Cash Money                | Cash Money                                                           | kritisch gegenüber der Macht des Geldes                                         |
| T'as pas découvert le feu | Du hast das Feuer nicht entdeckt                                     | ironisch über die Heuchelei mancher Leute dem Umweltschutz gegenüber            |
| Dancing all the night     | Dancing all the night                                                | Karikatur aller englischsprachiger Lieder, die nur Banalitäten äußern           |
| À bas !                   | Nieder damit!                                                        | ironisch über die naiven engagierten Leute                                      |
| Tu votes                  | Du wählst                                                            | über die Präsidentschaftswahl 2007                                              |
| Gardien de la paix        | Schutzmann                                                           | ironisch über die Selbstsicherheit der Polizisten                               |
| Coca light                | Coca light                                                           | ironisch über die Heuchelei mancher reicher Leute                               |
| Bon vivant                | der Bonvivant                                                        | seid genussfreudig!                                                             |
| En quête de buzz          | Auf der Suche nach dem Renommee                                      | was man dafür bereit zu tun ist                                                 |
| OGMan                     | GVOMann                                                              | gegen die GVO                                                                   |
| Roland Garros             | Roland Garros                                                        | lustige Klischees über das Thema                                                |
| Bac ABCD                  | Abitur (N.B.: Es gab verschiedene mit Buchstaben bezeichnete Abitur) | lustige Klischees über das Thema                                                |
| Piscine love              | ein Wortspiel mit „peace in“ und Badeanlage auf Französisch          | Karikatur der romantischen Lieder                                               |

Staffel 2
| Titel                 | Übersetzung                      | Inhalt                                                                                 |
| --------------------- | -------------------------------- | -------------------------------------------------------------------------------------- |
| Back in the business  | Back in the business             | die enttäuschte Hoffnung, dass das Leben nach den Sommerferien ganz neu und schön wird |
| Danse de l’info       | Nachrichtentanz                  | ironisch über die Überflüssigkeit der Nachrichten                                      |
| Horoscope             | Horoskop                         | ironisch über die Astrologie                                                           |
| Allez la France!      | Frankreich voran!                | ironisch über die Begeisterung während der Rugbyweltmeisterschaft                      |
| Petit cheminot        | Kleiner Lokführer                | ein Engländer entdeckt die Streiks in Frankreich                                       |
| Vite vite vite        | schnell schnell                  | ironisch über die Leute, die es immer eilig haben                                      |
| Go go go Gringo       | Go go go Gringo                  | ironisch über die angeblichen US-Weltpolizisten                                        |
| Le Beaujo en Vélib’   | Beaujolais Wein und Fahrrad      | lustige Klischees über betrunkene Leute                                                |
| Nicolas und Rachida   | Nicolas Sarkozy und Rachida Dati | ironisch über den Präsidenten, die Justizministerin und ihre persönliche Beziehung     |
| Super pouvoir d’achat | Super-Kaufkraft                  | ironisch über die Wohlstandsgesellschaft                                               |
| Miss France           | Miss Frankreich                  | ironisch über diese nationale Vorzeigedame                                             |
| Standing Ovation      | Standing Ovation                 | kritisch gegenüber dem Aufenthalt Gadhafis in Paris                                    |
| La Marulanda          | Marulanda: Der Chef der FARC     | kritisch gegen die UMP Mitglieder                                                      |

Staffel 3
| Titel                 | Übersetzung                                         | Inhalt                                                              |
| --------------------- | --------------------------------------------------- | ------------------------------------------------------------------- |
| MMM-UI-UI-M           | UIMM: Ein Arbeitgeberverband                        | kritisch gegen die Regierung                                        |
| Au pays d’Élisabeth   | In Elisabeths Land                                  | ironisch über Sarkozy, der kein Englisch sprechen kann              |
| Je ne ressemble pas   | Dem ähnle ich nicht                                 | kritisch gegenüber Macht- und Geldsucht                             |
| Les JO du pékin       | Die Olympischen Spiele des Herrn Jedermann          | für die illegalen Einwanderer, die jeden Tag „Sport“ treiben müssen |
| Mazerfacker           | Moserföcker                                         | gegen die Reformen der Regierung                                    |
| I Got                 | I Got                                               | kritisch gegenüber der Geldgier der Vermieter                       |
| Je suis un aventurier | Ich bin ein Abenteurer                              | über das Reisen (wurde in Afrika gedreht)                           |
| Avancé-collé          | Miteinander Vorwärts                                | darüber was die Reisen uns bringen können (wurde in Afrika gedreht) |
| Réformez ma vie       | Mein Leben reformieren                              | kritisch gegenüber den typischen Reformillusionen                   |
| Festival              | Festival (Internationale Filmfestspiele von Cannes) | über die Täuschungen in den Filmen und in der Politik               |
| 8 200 200             | 8 200 200                                           | über die Nutzlosigkeit der vielen SMS                               |
| O Barack              | O Barack                                            | über Barack Obama und John McCain mit vielen Wortspielen            |
| L'Euro de l'apéro     | Aperitifseuro                                       | über die verschiedenen Aperitifs in Europa                          |
| Aaah Chiche           | Ah die Wette gilt (Wortspiel mit „Haschisch“)       | carpe diem                                                          |